# Fire Fight
Fire Fight, początkowo New Order – stworzona przez Chaos Works futurystyczna strzelanka, wydana w 1996 przez Electronic Arts za pośrednictwem Epic Megagames.
Grę stworzyli Janusz Pelc i Maciej Miąsik. Zaczęli od nowego silnika z renderowanymi obiektami 3D. Powstająca naokoło silnika gra z izometryczną perspektywą podobna była do produkcji Electronic Arts z cyklu zapoczątkowanego przez Desert Strike; twórcy chcieli zresztą (po Jungle Strike i Urban Strike od EOA) zatytułować swój produkt Future Strike, lecz zmienili zdanie z uwagi na możliwe konsekwencje prawne.

## Fabuła
Gracz wciela się w wykonawcę wyroków Phantom Council, systemu prawnego egzekwującego zbiorową odpowiedzialność i eliminującego skazane miasta czy państwa. Było to odmianą w stosunku do większości gier, w których bohater stawał po „dobrej” stronie. Gracz kierował statkiem powietrznym (myśliwcem Jagger wyposażonym w sześć rodzajów broni), który może poruszać się na cztery kierunki; działko można obsługiwać niezależnie od lotu statku. Gra oferowała kampanię licząca 18 misji na pięciu lub czterech (zależnie od recenzji) planetach plus dwa tryby wieloosobowe (deathmatch i tryb budowania bazy Base Building; potyczki są konfigurowalne jeśli chodzi o częstość pojawiania się ulepszeń, wielkość budowanej bazy która gwarantuje zwycięstwo, czy czas potyczki). Oprócz typowo strzelankowych poziomów, niektóre misje polegają na obronie barki, czy zbieraniu oficerów z obszaru działania.

## Wydanie
Do wydania przez Electronic Arts gra konkurowała z opracowaną przez Laboratorium Komputerowe Avalon grą A.D. 2044. Wygrawszy, Chaos Works musieli przerobić grę tak, by współpracowała z systemem Windows 95. Electronic Arts podchodziła do współpracy dość luźno, nie reagując na opóźnienia twórców. Epic Megagames przestał w pewnym momencie zajmować się aktywnie projektem, gdyż skoncentrował się na skończeniu pierwszej wersji Unreal Engine. Udostępnił jednak wersję shareware na swoim serwerze FTP –; zawierającą cztery misje.
Mimo sowitego wynagrodzenia twórców, Electronic Arts nie podjęło intensywnych działań promocyjnych. Gracze przyjęli grę dobrze, acz produkcja sprzedała się słabo. Mimo ambitnych planów przeniesienia gry na konsolę PlayStation, problemy sprzedażowe wywołały napięcia w zespole, z którego koniec końców odszedł Maciej Miąsik. Nie wydano też kontynuacji gry, która miała oferować pełne trójwymiarowe środowisko. Chaos Works opracowało niewielkie demo, ale Epic całkowicie skupiał się już wtedy na swoim silniku Unreal i wycofywał się ze współpracy z zewnętrznymi podmiotami.

## Recenzje
Recenzujący dla Top Secretu grę Dean chwalił dopracowaną pod każdym względem grafikę oraz efekty cząsteczkowe i pogodę. Docenił też zastosowanie bibliotek DirectX, które – odwrotnie, niż pod starszymi wersjami Windows – dawały programowi bezpośredni dostęp do karty graficznej i usprawniały działanie. Pochwalił muzykę odtwarzaną ze ścieżek dźwiękowych CD-ROMu, na którym wydano grę, lecz stwierdził, że ścieżka dźwiękowa jest zbyt monotonna by słuchać jej w oderwaniu od gry. Spełnia ona jednak swoją rolę podczas rozgrywki. Krytykował wysokie wymagania sprzętowe i niezbyt długą rozgrywkę – grę da się przejść w maksymalnie dwa dni.
Gulash, recenzując grę dla Secret Service, stwierdził, że tytuł przywrócił mu wiarę w to, że na PC da się wydać porządną strzelankę. Pochwalił wydawcę za udostępnienie gry w wersji Multiplayer Kit, czyli sprzedaż dwóch egzemplarzy w jednym pudełku (do gry wieloosobowej każdy gracz musiał mieć zainstalowaną lokalnie grę). Podobnie do Deana, pochwalił grafikę i efekty, jak też oprawę dźwiękową.